# عادل نقی‌اف
عادل نقی‌اف (ترکی آذربایجانی: Adil Akif oğlu Nağıyev؛ زادهٔ ۱۱ سپتامبر ۱۹۹۵) بازیکن فوتبال اهل جمهوری آذربایجان است.
از باشگاه‌هایی که در آن بازی کرده‌است می‌توان به باشگاه فوتبال زیره اشاره کرد.
وی همچنین در تیم‌های ملی فوتبال تیم ملی فوتبال زیر ۱۷ سال جمهوری آذربایجان، تیم ملی فوتبال زیر ۱۹ سال جمهوری آذربایجان، زیر ۲۱ سال جمهوری آذربایجان، تیم ملی فوتبال زیر ۲۳ سال جمهوری آذربایجان، و جمهوری آذربایجان بازی کرده‌است.